# Acetylcholinesterase
Acetylcholinesterase (også kendt som AChE) er et enzym, der katalyserer nedbrydningen af acetylcholin, der fungerer som neurotransmitter.
Acetylcholinesterase hydrolyserer acetylcholin til cholin og eddikesyre ved motoriske endeplader og hjernens cholinerge synapser og afslutter således signaltransmissionen. Det findes også på røde blodlegemers membraner, hvor det udgør Yt-blodgruppe-antigenet.
Acetylcholinesterase eksisterer i forskellige molekylære former, som besidder ligedanne katalytiske egenskaber, men adskiller sig i deres oligomere sammensætning og art af tilknytning til cellens overflade. Det kodes for af et enkelt AChE-gen, og den strukturelle diversitet i genprodukterne kommer fra alternative splicninger af mRNA samt fra posttranslationel modifikation med associering af katalytisk og strukturelle undereneder, jf. proteindomæner. Hovedformen af acetylcholinesterase fundet i hjerne, muskler og andre væv er de hydrofile udgaver, som danner disulfidbundne oligomerer med kollagene eller lipidholdige strukturelle enheder. De andre, alternativt splicede former, primært udtrykt i røde blodlegemer, afviger i den C-terminale ende og indeholder et kløvbart hydrofobisk peptid med et GPI-bindingssite.
Acetylcholinesterase er et mål for nervegasser og pesticider, der blokerer funktionen af acetylcholinesterase for derved at forårsage uendelige muskelsammentrækninger gennem kroppen.